# 낸시 세인트 엘밴
낸시 세인트 올번(Nancy St. Alban, 1970년 1월 2일 ~ )은 미국의 배우이다.
볼티모어에서 태어났다.

## 출연 작품

### 영화
- 케빈의 사랑 만들기 (1999, Some Fish Can Fly)
- 베이비시터 (2007, The Babysitters)

### 텔레비전
- 가이딩 라이트 (2000-09)